# КД Тенерифе
Клуб Депортиво Тенерифе (на испански: Club Deportivo Tenerife, S.A.D.) или просто Тенерифе е испански футболен клуб от град Санта Крус де Тенерифе, остров Тенерифе. Състезава се в Сегунда Дивисион на испанския футбол.

## История
Клуб Депортиво Тенерифе е основан през 1912 г. и е наследник на създадения десет години по-рано „Спортинг Клуб Тенерифе“. Отначало отборът играе в регионалните дивизии, а през 1953 година печели промоция за Сегунда Дивисион.
През 1961 г. дебютира в Примера Дивисион, но веднага изпада и в следващите 27 сезона се състезава във втора дивизия. През 1985 г., когато Тенерифе изпада за втори път в трета дивизия, за президент на клуба е избран Хавиер Перес. Още в следващия сезон клубът се завръща в Сегунда, а две години по-късно печели бараж за влизане в Примера срещу Реал Бетис, след общ резултат от двата мача 4:1.
През 1991 г. за старши треньор е назначен бившият състезател на Реал Мадрид – Хорхе Валдано. Същият влиза в историята на клуба, като в последните кръгове на два поредни сезона побеждава на два пъти бившия си клуб и по този начин подарява титлите на вечния враг Барселона.
Под ръководството на аржентинеца отборът от Канарските острови постига най-добрите си резултати, като завършва на пето място в крайното класиране, с което и право на участие в турнира за Купата на УЕФА. Там достига до 1/16 финалите, където губи от Ювентус.
През 1995 г. начело на Тенерифе застава Юп Хайнкес, който също класира клуба на пето място, а в турнира за Купата на УЕФА постига истинска сензация, достигайки до полуфинал, който губи от бъдещия носител на трофея Шалке 04 след продължения.
През 1999 г. след слабо представяне Тенерифе изпада в Сегунда Дивисион. През 2001 г. клубът воден от Рафаел Бенитес отново се завръща в елита, но специалистът получава предложение да поеме Валенсия и напуска. За негов заместник е назначен Пепе Мел, но под негово ръководство отборът записва катастрофални загуби и специалистът е уволнен. Начело на отбора застава бившият национален селекционер Хавиер Клементе, но и неговият опит се оказва недостатъчен за спасяването на отбора от ново изпадане. Това са и най-тежките години, в които клубът започва да страда от сериозни финансови затруднения, а дълговете му възлизат на 40 милиона евро.

## Участие в европейските клубни турнири
| Сезон     | Турнир       | Кръг         | Държ. | Клуб            | Резултат           |
| --------- | ------------ | ------------ | ----- | --------------- | ------------------ |
| 1993 – 94 | Купа на УЕФА | Първи кръг   |       | Оксер           | 2 – 2, 1 – 0       |
| 1993 – 94 | Купа на УЕФА | Втори кръг   |       | Олимпиакос      | 2 – 1, 3 – 4       |
| 1993 – 94 | Купа на УЕФА | Трети кръг   |       | Ювентус         | 2 – 1, 0 – 3       |
| 1996 – 97 | Купа на УЕФА | Първи кръг   |       | Макаби Тел Авив | 3 – 2, 1 – 1       |
| 1996 – 97 | Купа на УЕФА | Втори кръг   |       | Лацио           | 5 – 3, 0 – 1       |
| 1996 – 97 | Купа на УЕФА | Трети кръг   |       | Фейенорд        | 0 – 0, 4 – 2       |
| 1996 – 97 | Купа на УЕФА | Четвъртфинал |       | Брьонбю         | 0 – 1, 2 – 0 (сдв) |
| 1996 – 97 | Купа на УЕФА | Полуфинал    |       | Шалке 04        | 1 – 0, 0 – 2 (сдв) |

## Известни бивши футболисти
- Фернандо Редондо
- Диего Латоре
- Мехо Кодро
- Франсиско Рохас
- Павел Хапал
- Роберт Енке
- Оливер Ньовил
- Херардо Торадо
- Рой Макай
- Домингош Пасиенсия
- Игор Симутенков
- Мирослав Джукич
- Славиша Йоканович
- Велико Паунович
- Алберт Ферер
- Луис Гарсия
- Хуан Антонио Пици

## Бивши треньори
- Хорхе Валдано
- Юп Хайнкес
- Артур Жорже
- Рафаел Бенитес
- Хавиер Клементе
- Виктор Фернандес
- Пепе Мел